# Poljska prženica
Poljska prženica (obična prženica, češljasta prženica, lat. Knautia arvensis), biljka je iz roda Knautia, kozokrvnica potporodice Dipsacoideae, nekadašnja porodica češljugovke (Dipsacaceae). Raste u Evropi, Kavkazu, Kazahstanu i  zapadnom Sibiru. Kod nas raste na suvim livadama i uz puteve.

## Jestivost i lekovitost
Nekada je korišcena kao lekovita biljka (deluje stežuće, protiv svraba, te je blagi diuretik, čisti krv), no danas se više ne koristi. Biljka pre cvetanja  se može koristiti kao povrće. Jestivi su i cvetovi.

## Sastav
Sadrži eterično ulje, tanine, glikozide, gorke tvari.

## Dodatna literatura
- Ingrid und Peter Schönfelder: Das neue Handbuch der Heilpflanzen. Franckh-Kosmos Verlagsgesellschaft, (2011)  3-440-09387-5.

## Spoljasnje veze
- Plants For A Future